# Ixophorus
Ixophorus is een geslacht uit de grassenfamilie (Poaceae). De soorten van dit geslacht komen voor in Noord-Amerika.

## Soorten
De Catalogue of New World Grasses [19 april 2010] erkent de volgende soort:
- Ixophorus unisetus